# 鄭曉霖
鄭曉霖（Cheng Hiu Lam，1995年12月13日—），香港女子劍擊運動員。

## 簡歷
2014年9月，鄭曉霖代表中國香港參加南韓仁川舉行的亞運會劍擊比賽，與廖恩尉、張楚瑩和連寶香合作贏得女子花劍團體賽銅牌。

## 個人榮譽
- 香港傑出運動員選舉

獲稱「香港最具潛質運動員」（2011年）